# Nieuwemolen (Terneuzen)
Nieuwemolen of Nieuwe Molen is een buurtschap in de gemeente Terneuzen, in de Nederlandse provincie Zeeland. De buurtschap, in de regio Zeeuws-Vlaanderen, ligt ten noordwesten van Het Zand en bevindt zich tussen Zuiddorpe en Koewacht.
Het is een langgerekte nederzetting, ontstaan langs de dijk van de Oud-beoosten Blij-bezuidenpolder en de Nieuw-beoosten Blij-bezuidenpolder. Het gedeelte van de Hazelarenstraat vanaf de kruising met de "Sint Jacobstraat" tot waar de naam van de weg wijzigt in "Het Zand" wordt tot de kern Nieuwemolen gerekend. De Benedenstraat, Matthijsstraat en de Valkendreef en de Sint Jacobstraat worden ook tot de buurtschap gerekend. De buurtschap heeft ongeveer 500 tot 600 inwoners en bestaat voornamelijk uit kleine huizen en een paar boerderijen. Ten noorden van de buurtschap zijn bij de Fortdijk-West de contouren van het voormalig Fort Sint-Livinus te zien.
Nieuwe Molen is net zoals Oude Molen vernoemd naar een molen. Deze molen was later gebouwd dan de Oude Molen (te Oude Molen) en kreeg daarom de naam Nieuwe Molen. Tegenwoordig is er niets meer van de molen over.
Steden: Axel · Biervliet · Philippine · Sas van Gent · Terneuzen

Dorpen: Hoek · Koewacht · Overslag · Sluiskil · Spui · Westdorpe · Zaamslag · Zandstraat · Zuiddorpe

Buurtschappen: Den Abeele · Altena · Axelschestraat · Batterij · Berdelingebuurte (deels) · Boerengat · Bontekoe · Boschdorp · Boschdorp · Bouchauterhaven · Cootjesdorp · De Sluis · Driedijk · Driekwart · Drieschouwen · Driewegen · Eendragt · Het Fort · Fort Ferdinandus · Griete · Hasjesstraat · Haven (deels) · Hazelarenhoek · Het Zand · Hoek van de Dijk · Holleken (deels) · Hoogedijk · Isabellahaven · Kampersche Hoek · Kijkuit · Klein Gent · Knol · De Kraag · Kruispad · Kwakkel · Magrette · Mauritsfort · Molenhoek · De Muis · Nieuwemolen · Nieuwlandse Molen · Othene · Oude Molen · Oude Polder · Paradijs · Passluis · Poonhaven · Posthoorn (deels) · De Put · De Ratte · Reedijk · Reuzenhoek · Rijgerij · Roodesluis · Schaapdijk · Schapenbout · Sint Andries · Steenovens · De Sterre · Stoppeldijkveer (deels) · Stroodorpe · Vaartwijk · Vaatje · Val · Varempé · Waterhuis · Watervliet · Wouterij · Wulpenbek · Zaamslagveer · Zandplaat · Zwartenhoek

Streekje: Tweekwart

Historische plaatsen: Axelsche Sassing · Noordhoek · De Stuiver · Triniteit · Vingerling

Zeeland: Steden en dorpen in Zeeland      Nederland: Provincies · Gemeenten